# Virgin River Bridge
Le Virgin River Bridge est un pont du comté de Washington, dans l'Utah, dans le sud-ouest des États-Unis. Ce pont routier livré en 1930 permet à la Zion-Mount Carmel Highway de franchir la Virgin dans le parc national de Zion.